# Auditoria fiscal
Auditoria fiscal ou tributária é aquela voltada para a análise do correto cumprimento das obrigações tributárias pelos contribuintes. Segundo Jund Filho (2000, p. 32):
"A auditoria tributária objetiva o exame e a avaliação de planejamento tributário e a eficiência e eficácia dos procedimentos e controles adotados para a operação, pagamento e recuperação de impostos, taxas e quaisquer ônus de natureza fisco-tributária que incida nas operações, bens e documentos da empresa".
Ela só pode ser realizada por servidor público empregado no ente tributante. Conforme artigo 142 do Código Tributário Nacional: "Compete privativamente a autoridade administrativa constituir o crédito tributário pelo lançamento, assim entendido o procedimento administrativo tendente a verificar a ocorrência do fato gerador da obrigação correspondente, determinar a matéria tributável, calcular o montante do tributo devido, identificar o sujeito passivo e, sendo o caso, propor aplicação da penalidade cabível".
O servidor público da fiscalização é a autoridade administrativa incumbida de verificar o correto funcionamento do sistema tributário. Ele deve ser um servidor público e em virtude disto realizar seu trabalho dentro dos princípios atinentes ao múnus público.

## Documentos fiscais
A fiscalização só pode penetrar um contribuinte se ele tiver provas materiais de que o contribuinte praticou o ilícito fiscal. Essas provas são os documentos fiscais que oferecem a representação de fatos.

## Administração tributária
Administração tributária é o termo genérico para designar as organizações que implementam o sistema impositivo. No âmbito federal, no Brasil, a Administração Tributária é a Secretaria da Receita Federal. No âmbito estadual são as Secretarias de Estado da Fazenda ou Secretarias de Finanças Estaduais ou Municipais...